# Разновидность (ботаника)
Разновидность (лат. varietas) — таксономический ранг в ботанической номенклатуре, расположенный ниже, чем вид, и занимающий третью ступень во внутривидовых рангах. Этот термин различными исследователями определяется по-разному. Соответствует зоологическому подвиду.

## Пример
Кактус Escobaria vivipara — широко распространённый вид, происходящий из Канады и Мексики, который встречается по всей территории Нью-Мексико ниже примерно 2600 метров. У него описаны девять разновидностей.